# Otoka Yoshimura
Pour les articles homonymes, voir Yoshimura.
Pas d'image ? Cliquez ici

a Compétitions nationales et continentales officielles uniquement.

b Matchs officiels uniquement.
Otoka Yoshimura (吉村 乙華, Yoshimura Otoka), née le 15 mai 2001 dans la préfecture de Fukuoka (Japon), est une joueuse internationale japonaise de rugby à XV évoluant au poste de deuxième ligne.

## Biographie
Otoka Yoshimura naît le 15 mai 2001.
En 2022 elle joue pour le club des Arukas Queen Kumagaya (ja). Elle a six sélections en équipe du Japon quand elle est retenue en septembre 2022 pour disputer la Coupe du monde en Nouvelle-Zélande.
En juillet 2025, comptant désormais 28 capes en équipe nationale, elle est à nouveau retenue pour la Coupe du monde.